# Državna nagrada za volontiranje
Državna nagrada za volontiranje najviše je priznanje što ga Republika Hrvatska dodjeljuje za volontiranje, doprinos promicanju volonterstva i druge volonterske aktivnosti. Nagrada je uspostavljena Zakonom o volonterstvu iz 2007. godine, a dodjeljuje se jednom godišnje. Odluku o dodjeli nagrade donosi Nacionalni odbor za razvoj volonterstva.
Prema Zakonu o volontersvu, Članak 24. (NN 22/13):
(1) Državna nagrada za volontiranje (u daljnjem tekstu: nagrada) najviše je priznanje što ga Republika Hrvatska svake godine dodjeljuje za volontiranje, doprinos promicanju volonterstva i druge volonterske aktivnosti.
(2) Nagrada se dodjeljuje prema Pravilniku o Državnoj nagradi za volontiranje, a na prijedlog Nacionalnog odbora za razvoj volonterstva.
(3) O dodjeli nagrada iz stavka 1. ovoga članka odlučuje Odbor.
(4) Sredstva za dodjeljivanje nagrade i materijalne troškove svake se godine osiguravaju u proračunu Republike Hrvatske i vode se na računu Nadležnog tijela.
(5) Nadležno tijelo na prijedlog Nacionalnog odbora za razvoj volonterstva Pravilnikom o Državnoj nagradi za volontiranje pobliže propisuje postupak za dodjelu nagrade, kategorije u kojima će se nagrada dodjeljivati, kriterije za dodjelu nagrade te druga pitanja vezana za dodjelu, izgled i sadržaj nagrade.

Nagrada se dodjeljuje u kategoriji fizičke osobe i kategoriji pravne osobe. Od 2015. godine dodjeljuje se i nagrada za koordinatora volontera.

## Dobitnici
- za 2007. godinu - Zdenka Marasović[1]
- za 2008. godinu - Ana Šimunčić[2]
- za 2009. godinu - Mario Perković[3]
- za 2010. godinu - Mira Krajnović (u kategoriji fizičke osobe), Udruga mladeži Selce (u kategoriji pravne osobe)[4]
- za 2011. godinu - Mira Dajčić (u kategoriji fizičke osobe), Udruga Zora (u kategoriji pravne osobe)[5]
- za 2012. godinu - Đurđa Grozaj (u kategoriji fizičke osobe), Hrvatska gorska služba spašavanja (u kategoriji pravne osobe)[6]
- za 2013. godinu - Lav Ulični (u kategoriji fizičke osobe), Fakultet organizacije i informatike Varaždin (u kategoriji pravne osobe)[7]
- za 2014. godinu - Sanja Kovačić (u kategoriji fizičke osobe), I. gimnazija Zagreb (u kategoriji pravne osobe)[8]
- za 2015. godinu - Filip Trezner (u kategoriji fizičke osobe), Dom za starije osobe Maksimir (u kategoriji pravne osobe), Patricia Kuhta (u kategoriji fizičke osobe koordinatora/koordinatorice volontiranja)[9]
- za 2016. godinu - nije dodijeljena državna nagrada za volontiranje
- za 2017. godinu - Frane Markulin (u kategoriji fizičke osobe), Europske sveučilišne igre Zagreb-Rijeka 2016 (u kategoriji pravne osobe), Đurđica Blažević (u kategoriji fizičke osobe koordinatora/koordinatorice volontiranja)[10]
- za 2018. godinu - Ivana Ferenac Sudac (u kategoriji fizičke osobe), Udruga volonteri u palijativnoj skrbi La Verna (u kategoriji pravne osobe), Maja Štahan (u kategoriji fizičke osobe koordinatora/koordinatorice volontiranja)[11]
- za 2019. godinu - Mirna Grgić (u kategoriji fizičke osobe), Udruga za promicanje potreba djece, mladih i odraslih osoba s posebnim potrebama "Smiješak za sve" (u kategoriji pravne osobe), Natalija Kožić Lukačević (u kategoriji fizičke osobe koordinatora/koordinatorice volontiranja), Savez izviđača Hrvatske (u kategoriji organizatora volontiranja koji razvija inovativnu praksu u volontiranju)[12]